# Fyra dagar som skakade Sverige – Midsommarkrisen 1941
Fyra dagar som skakade Sverige – Midsommarkrisen 1941 är en 66 minuter lång dramadokumentär från 1988 av Hans Villius (manus och berättare) och Olle Häger (manus och regi), producerad av Sveriges Television. Den visades första gången 3 januari 1988.

## Handling
Filmen är en dramatisering av den svenska politiska midsommarkrisen under andra världskriget 22-25 juni 1941, som slutade med att regeringen Hansson III accepterade Tysklands krav på transitering av Engelbrechtdivisionen, en fullt utrustad tysk militär division, på järnväg från Oslo-området i ockuperade Norge till norra Finland genom det neutrala Sverige. Tyskland hade attackerat Sovjetunionen 22 juni i Operation Barbarossa och divisionen skulle understödja Finlands armé i Fortsättningskriget. Transporten pågick från 25 juni till 12 juli och omfattade nästan 15 000 soldater plus stridsvagnar och andra fordon, som fraktades på 105 tåg längs sträckan Charlottenberg-Haparanda-Torneå.

## Skådespelare
- Ernst Hugo Järegård – Per Albin Hansson
- Sven Lindberg – Christian Günther
- Helge Skoog – Ernst Wigforss
- Per Sjöstrand – Gösta Bagge
- Lars-Erik Berenett – Erik Boheman
- Bertil Norström – Frithiof Domö
- Axel Düberg – Ivan Pauli
- Ola Lindegren – Karl Schnurre
- Carl Billquist – Per Edvin Sköld
- Allan Svensson – K.G. Westman
- Stefan Sauk – signalspanaren
- Bengt Bylund – nyhetsuppläsaren
- Tomas Bolme – intervjuaren